# Maxillaria rubioi
Maxillaria rubioi är en orkidéart som beskrevs av Dodson. Maxillaria rubioi ingår i släktet Maxillaria och familjen orkidéer. Inga underarter finns listade i Catalogue of Life.